# Figura (hudba)
Figura je drobný hudební útvar podobný motivu, na rozdíl od něj však obvykle nemá zvláštní význam a zní spíše na pozadí, jako doprovod nebo mezihra. 
Figura, která se ve skladbě opakuje stále dokola bez výraznějších obměn, se nazývá ostinátní figura. Pokud je tímto způsobem zpracovaná basová linka, jde o ostinátní bas.
Sled figur se nazývá figurace.